# Клименко, Станислав Игоревич
Станислав Игоревич Клименко (укр. Станіслав Ігорович Клименко; род. 1992) — украинский спортсмен-гиревик; Мастер спорта Украины международного класса; лейтенант милиции.

## Биография
Родился 8 февраля 1992 года в городе Лозовая Харьковской области, Украина.
Еще в школе увлекался бегом и ездой на велосипеде. В 2013 году окончил Донецкий юридический институт МВД Украины. Гиревым спортом начал заниматься на первом курсе вуза. В настоящее время работасет в этом же вузе инспектором учебно-методического отдела.

## Спортивные достижения
Тренируется у Артура Сасика и Руслана Венжеги в спортивном обществе «Динамо». Член национальной сборной Украины.
Станислав Клименко является:
- чемпионом мира среди мужчин и юниоров в толчке длинным циклом (2013);
- серебряным призером чемпионата мира среди юниоров в толчке длинным циклом (2012);
- чемпионом Украины среди мужчин и юниоров в толчке длинным циклом (2013);
- обладателем Кубка Украины в толчке длинным циклом (2012);
- серебряным призером чемпионата Украины среди юниоров в двоеборье (2012);
- серебряным призером Кубка Украины в двоеборье (2012);
- двукратным победителем чемпионатаа МВД Украины в двоеборье (2012, 2013).

Его личные достижения (весовая категория до 60 кг):
- толчок двух гирь — 103 раза,
- рывок одной гири — 109 раз,
- толчок длинным циклом — 56 раз.